# Арабское имя
Арабская система имён считается одной из наиболее сложных среди современных традиций именования: большинство арабов не имеет простого имени, состоящего из личного имени и фамилии, но обладает длинной цепочкой имён. Арабская система имён сформировалась полностью в эпоху позднего Средневековья. Она стала основой для дальнейшего развития систем арабских личных имён во всех странах Востока. Благодаря важности арабского языка в исламе большинство мусульман по всему миру использует первые имена (исм), но вне границ арабских государств полная система имён обычно не используется.
В течение своей жизни араб, то есть человек, принадлежащий к арабской культуре, мог обладать несколькими именами. В младенчестве ему давалось первое имя, «алам». Это происходило сразу после рождения или при обрезании. К этому имени часто добавлялось имя отца, «насаб», что соответствует русскому отчеству. Потом, в соответствии с его социальным положением, он мог получить титул или прозвища — «лакаб», отражающие его личные качества или описывающие его внешность. Мог он также именоваться по названию той страны или местности, где родился или откуда приехал, что соответствует части имени, называемой «нисба». Название религиозной школы, равно как и название профессии, должности также могли входить в состав его имени.

Тугра султана Махмуда II, правителя Османской империи. Под влиянием арабской культуры османские султаны стилизовывали свои имена на арабский манер и использовали это в своей подписи

Если же человек был известен как писатель или музыкант, то он мог обладать, как и в других странах, псевдонимом.

## Традиция именования
Традиция современных арабских имён была сформирована около 1,5 тысяч лет тому назад. В арабских именах практически не используются фамилии, а в качестве способа идентификации личности используются длинные арабские имена, которые порой состоят из десятка и даже более слов. При этом женские арабские имена традиционно намного короче мужских и более свободны от религиозных канонов. Некоторые элементы имени могут опускаться в разных случаях либо вообще не использоваться. В связи с этим обычаи именования у арабов являются одними из наиболее сложных. Арабское имя состоит из следующих частей (в порядке их написания): кунья, алам (исм), насаб, лакаб (включая мансаб и набаз), нисба.

## Структура арабского имени
Все категории имён принято обозначать арабскими словами. Их количество у разных исследователей может меняться от четырёх до восьми в зависимости от подразделений прозвищ и титулов или той или иной системы классификации.

### Порядок использования
Существует традиционно сложившийся порядок формирования арабских имён:
1. кунья (араб. كنية‎) (отец того-то) с элементом «абу», часто опускается или не используется;
2. исм (араб. اسم‎), или алам (араб. علم‎) — личное имя, даваемое при рождении, иногда несколько, иногда включает в себя элемент «абд»;
3. насаб (араб. نسب‎) — имя по отцу, с элементом «ибн», иногда несколько — по деду, по прадеду и т. д.;
4. лакаб (араб. لقب‎), или набаз, или мансаб — эпитет, титул или почётное прозвище (иногда несколько);
5. нисба (араб. نسبة‎), или тахаллус — указание на дополнительный признак, обычно заканчивается на -и.

Алам (исм) и насаб почти всегда присутствуют в имени, а расположение остальных компонентов может варьироваться. Кроме того, они могут вообще отсутствовать. Иногда на первое место ставится хитаб, а лакаб и нисба меняются местами. По отношению к одному лицу эти имена, прозвища, титулы никогда не употреблялись все вместе. Их многочисленные и меняющиеся комбинации отражают только те имена, по которым человек стал известен своим современникам и которые дошли до наших дней.
Человек мог стать известен своим современникам и последующим поколениям под любым из перечисленных типов имён. Так например Гияс-ад-Дин Абу-ль-Фатх Омар ибн Ибрахим аль-Хайям ан-Нишапури, что означает Помощь Религии Отец Завоевателя Омар сын Ибрахима Палаточник из Нишапура стал известен как Омар Хайям, где Омар — личное имя (алам), а Хайям — прозвище (лакаб).
В качестве подобного общеизвестного имени употребляются и алам — Мухаммад (Арабский халифат), и насаб — Ибн Баттута (Марокко), и кунья — Абу Нувас (Арабский халифат), и нисба — ат-Табари (Персия) и лакаб — Бабур (Великие Моголы) и др. Трудно чётко разграничить типы имён классического арабского языка: они пересекаются, взаимодополняются. Одно и то же имя может принадлежать к нескольким типам, в зависимости от того, рассматривается ли оно в плане формы, или семантики, или происхождения, или функции.
Часто также бывает, что когда арабское имя попадает в обиход европейцев — оно латинизируется или славянизируется. Например, Авиценна (латинизация от Абу Али Хусейн ибн Абдаллах Ибн Сина). Такое европеизированное имя в рамках европейской культуры часто становится более общепринятым и общеизвестным, нежели оригинальное имя.

### Исм
Арабское личное имя — главный и наиболее важный элемент системы арабских имён. Это самое первое имя, которое ребёнок получает при рождении или мальчик при обрезании и обычно оно употребляется в кругу близких людей, родственников, друзей и знакомых.
Алам в большинстве случаев состоит из одного элемента — Асад, Али, Мухаммад, Ибрахим, Хасан, но может быть также сложным, состоящим из двух и более элементов. Это обычно имена, имеющие религиозное значение («прекрасные имена») с элементами «абд» + Аллах (или любой другой из его 99 эпитетов с артиклем «аль»). Особенно часто употребляются в качестве имени один из трёх основных эпитетов Бога — «ар-Рахман» (милостивый) и «ар-Рахим» (милосердный).
Иногда в класс имён алам переходят другие типы имён с элементами «абу», «умм», «ибн», «-ад-дин», «-Аллах» и др.
Арабы, как правило, имели только один алам, а народы неарабского происхождения (персы, турки и другие) часто прибавляли к нему имя и на своём родном языке.
Во многих арабских странах существует интересная традиция — в течение первых трёх дней после рождения мальчики, как правило, носят имя Мухаммед в честь исламского пророка. Девочки в течение этого времени обычно носят имя Фатима в честь дочери пророка Мухаммеда. По истечении этого срока (как правило, в течение недели) родители могут заменить его другим (что обычно и происходит) или оставить новорождённому это имя.
Кроме того, в некоторых других арабских странах существуют и альтернативные обычаи присвоения имени ребёнку. Например, в Египте ещё с древних доисламских времён существует праздник «Субуа Мавлуд» («седьмой день со дня рождения ребёнка»). Приготовления к нему идут в течение всей недели после рождения ребёнка под руководством матери и женщины, оказывавшей помощь во время родов (закупаются сладости, свечи, подарки). Если родился мальчик, то покупают красивый «ибрик» (то есть, кувшин — слово мужского рода), а если девочка, то «кулля» (тоже кувшин, но женского рода). В них ставятся семь свечей, на каждой из которых пишут то или иное собственное имя. Ребёнка нарекают тем именем, которое написано на последней догоревшей свече («чтобы жизнь его была долгой»).

### Кунья
Производное от алам, в состав которого всегда входят элементы «абу» (أبو), (отец) или «умм» (мать), обозначающее имя по сыну; к примеру, халиф Али помимо своих многочисленных имён носил ещё имена своих сыновей: Абуль-Хасан и Абуль-Хусейн, то есть «отец Хасана» и «отец Хусейна».
Также употребляется как особого рода прозвище, употребляемое в метафорическом смысле и обозначающее личные качества его носителя. В этом случае элементы «абу» или «умм» не означают «отец» или «мать», а понимаются как «обладатель» и в соединении с нарицательной лексикой приобретают своё специальное антропонимическое значение. Подобный способ образования имён был очень популярен среди арабов: Абу Нувас — «обладатель кудрей», то есть «кудрявый». Абу-л-Хайр — «обладатель добра», то есть «добрый». Абуль-Фарах — «обладатель радости», то есть «радостный». Подобные прозвища могли употребляться и в ироническом смысле, например Абу Хурайра — «обладатель котёнка», то есть «кошатник».
Иногда при рождении человек получает сразу и алам и кунью. В этом случае кунья выражает пожелание, чтобы у человека родился сын с этим именем. Кунья в ряде случаев могла быть выведена из личного имени алам. Некоторые имена (например Абу Бакр, Умм Кульсум) из разряда куньи перешли в разряд алама, сохраняя элементы «абу/умм».
В число имён типа кунья иногда включаются и имена по отцу, брату, деду. Однако, исходя из словообразования имён с элементами «абу/умм» и «ибн/бинт» (сын/дочь), их относят к типу насаб.

### Насаб
Патронимическое имя, производное от алам, с элементом «ибн» («бен», «бин» — сын) или «бинт» (дочь), обозначающий имя отца, деда, прадеда и т. д. в генеалогической цепочке: А, сын Б, сына В, сына Г, сына Д и т. д.
Патронимические имена в странах Северной Африки (Марокко, Алжир, Тунис и др.) обычно передаются не словом «ибн», а диалектным вариантом — «бен» (бен Ахмад, бен Сулейман) или «ульд» (Халихенна ульд ар-Рашид, Яхья ульд Хадемин). В Иране и Турции зачастую используется вариант насаба «-заде» и «-оглы» соответственно.
Желание подробно расписать свою генеалогию в имени иногда приводило к чрезмерной длине ряда имён насаб. Широко известен пример, когда автор известного словаря Ибн Халликан имел 12 имён насаб: Абу-л-Аббас Ахмад ибн Мухаммад ибн Ибрахим ибн Абу Бакр ибн Халликан ибн Бавак ибн Шакал ибн ал-Хуссайн ибн Малин ибн Джафар ибн Йахйа ибн Халид ибн Бармак по прозвищу Шамс-ад-Дин. Целью подобной генеалогической линии было проследить своё происхождение от знаменитой фамилии Бармакидов. В большинстве случаев употребление имён типа насаб редко идёт дальше имени деда, то есть А, сын Б, сына В.
В настоящее время префикс ибн/бин все ещё довольно-таки часто используется в арабском мире, но есть тенденция к уменьшению области его применения. В некоторых регионах он используется только в официальных документах и юридических взаимоотношениях, в других же областях от него практически полностью отказались.

### Лакаб
Под лакабом понимается добавочное имя, прозвище, почётный титул, возвеличивающий эпитет, псевдоним. Лакаб наиболее сложен в арабской традиции именования как по форме, так и по семантическому составу, так и по синтаксическому употреблению. Истоки этих имён уходят в средневековье, в реалии древнего исламского мира. Перевод имени лакаб, во многих случаях требует детального знания культурно-исторической ситуации в период жизни его носителя. Надо также учитывать, что подобные имена, в большинстве случаев, давались человеку после его смерти. Разным социальным прослойкам общества были присущи различные группы имён лакаб.
Лакаб в узком значении прозвища известен во всех исторических эпохах и во всех уровнях социальной лестницы. Часто это презрительное прозвище (выделяется термином набаз или лабаз); оно может отражать какой-либо телесный недостаток человека или отрицательное свойство характера: «Тавил» (длинный), «аль-Каззаб» (лжец) и др.
У правителей, военачальников, государственных сановников были распространены титулы с элементами -дин, -давла, -амир, ал-му’минин, -мулк, -ислам, -илла. Является сугубо индивидуальным для каждого династа и династии в целом.
Иногда именование по занятиям или должности обозначается специальным термином мансаб (араб. إسم منصب‎). Например, ал-Хатиб, ан-Наххас, ар-Равийа, являющимся, частным случаем имён типа лакаб.
Почётные титулы иногда объединяются термином хитаб. Обычно это имена типа лакаб с элементом ад-дин: Рашид-ад-Дин, Саад-эд-дин.
Многие имена лакаб халифов и эмиров и других правителей с течением времени перешли в разряд алам и стали употребляться во всех социальных группах, например: Ради, Рида, Заки, Таки и образовавшиеся по типу кунья Абу-л-Фатх, Абу-Наср, Абу-л-Фадл.
Иногда к именам лакаб относят псевдонимы поэтов, писателей и людей культуры, объединяемые термином тахаллус (тахлос или махлас). Имена тахаллус могут иметь какую-либо связь с личными качествами носителя, с характером и стилем его произведений, с именами меценатов, с названием места проживания и т. д. Так, к примеру поэт ал-Баис был назван по стиху, который начинается словом того же корня, ал-Мутанабби — по роду своей политической деятельности, а у поэта Омара Хайяма — Хайям — это прозвище, означающее «Палаточник». Такое прозвание часто должно было упоминаться в конечном стихе (бейте) каждого произведения поэта и служило знаком авторской принадлежности.

### Нисба
Имя, прозвание, обозначающее этническую, религиозную, политическую, социальную принадлежность человека, место его рождения или проживания и так далее. Один человек мог иметь несколько нисба одновременно, например имя по отношению к религиозному течению — Шии (шиит) и по отношению к месту жительства или происхождения — Басри (из города Басра).
Как правило, нисба внешне выражена в форме прилагательного (обозначающего соотнесённость, соотнесение) — с добавлением суффикса -и: Макки, Шарани, Иамани. Как правило, нисба — односложное имя, даже если оно образовано от сложного имени: Абу-Бакр (Арабский халифат) — Бакри, Али Систани (Ирак) — Систани, Али Хаменеи (Иран) — Хаменеи. В основном нисба образуется по следующей модели: «Артикль + топоним + конечный -и».
Происхождение имени нисба могло быть самое различное. Так, например, нисбу Бадри носили мусульмане — участники битвы при Бадре, а в имени Ахмад Аль-Фергани — нисба Фергани, указывает на факт, что он был уроженцем Ферганской долины. Раба, купленного за 1000 монет, часто называли Алфи, от слова «алф» (тысяча). Имена типа нисба, как и другие типы арабских имён, относят к группе имён лакаб, и мансаб, и тахаллус. Во многих случаях нисбы стали основой для формирования арабских фамилий.

### Женские имена
Арабские женские имена, как правило, намного проще мужских, и уступают им по числу элементов. Отсутствие имён лакаб и нисба и более редкое употребление имён кунья и насаб значительно сокращает цепочку имён в полном имени. В истории только особо знатные и известные женщины имели прозвища и титулы. Самые распространённые женские имена — это те, которые носили жены и дочь пророка Мухаммада: Хадиджа, Аиша, Фатима и др. Теофорные (религиозные) имена образуются с элементом Амат (Амат Аллах, Амат ал-Вахид). С личным именем (алам) иногда употреблялись прозвища (лакаб): Куррат-уль-Айн, Шаджар ад-Дурр.

## Происхождение
По происхождению арабские имена в основном семитские. Имена, заимствованные из родственных семитских языков, «впитались» в собственно арабскую массу личных имён с распространением ислама. Число заимствований незначительно.
Есть несколько основных источников заимствований в арабской системе именования:
- греческий и латинский (Искандер, Ифлатун, Иклидис и др.);
- иранский (морфемные элементы -ан, -вайх, имена Фархад, Хосроу)
- турецкий (морфемные элементы -угли, -баша, имена Аслан, Туман, Урхан).

Существует также небольшое число вливаний из индийских, берберских и других языков.